# 格奥尔格斯多夫
格奥尔格斯多夫（德語：Georgsdorf，發音：[ˈɡeːɔʁksˌdɔʁf]）是德国下萨克森州本特海姆伯国县的市镇，面积19.29平方千米，2023年12月31日人口为1,232人。